# Cesário Verde
José Joaquim Cesário Verde, conocido como Cesário Verde (Lisboa, 25 de febrero de 1855- Lisboa, 19 de julio de 1886) fue un poeta portugués. Ignorado en vida, es hoy considerado un clásico de la literatura portuguesa del siglo XIX, en parte gracias a la atención prestada a su obra por poetas posteriores, muy especialmente por Fernando Pessoa.

## Biografía
Su padre era un comerciante en artículos de ferretería. Su infancia transcurrió entre Lisboa y la finca, Linda-a-Pastora, que su familia poseía a pocos kilómetros de la capital, donde pasaban los veranos, y donde se refugiaron en los años 1856 y 1857 para eludir las epidemias que en esos años se desataron en Lisboa. La experiencia rural dejó una profunda huella en Cesário Verde, cuyo amor por la naturaleza es patente en su poesía. 
Con solo dieciséis años comenzó a trabajar en la tienda de su padre, que estaba situada en la Rua dos Franqueiros, en la Baixa lisboeta. Su padre le puso también al frente de la próspera explotación agrícola que había emprendido en Linda-a-Pastora. En 1872 su hermana, Maria Júlia falleció de tuberculosis, suceso que tuvo un gran impacto en la sensibilidad del poeta y que es mencionado explícitamente en su poema autobiográfico "Nós" ("Nosotros").
En 1873 se matriculó en el Curso Superior de Letras, donde tuvo como condiscípulo a António José da Silva Pinto, quien lo introdujo en la vida literaria. Silva Pinto sería, a lo largo de la vida de Cesário Verde, su amigo más fiel, y se convertiría, tras su muerte, en su albacea literario. Verde empezó a publicar poemas en periódicos como el Diário de Notícias y a frecuentar tertulias, como la del café Martinho. Durante toda su vida, sería capaz de compatibilizar su vida como próspero comerciante y su actividad literaria, a la que se dedicaba únicamente en su tiempo libre. 
En 1874 publicó el poema "Esplêndida", que fue ridiculizado por el crítico y comentarista social Ramalho Ortigão en su publicación satírica As Farpas. Más adelante, Cesário Verde haría amistad con Ortigão, y formaría parte de un comité republicano presidido por él. 
En 1877 se presentaron los primeros síntomas de la tuberculosis, la enfermedad de la que había fallecido su hermana Maria Júlia y de la que en 1882 murió también su hermano, Joaquim Tomás. En sus años finales disminuyó su interés por la literatura. Viajó por primera y última vez al extranjero tres años antes de su muerte, y visitó únicamente Burdeos y París, por un viaje de negocios. Murió de tuberculosis el 19 de julio de 1886. 

## Perfil poético
Es considerado al mismo tiempo uno de los mejores poetas urbanos de la poesía portuguesa y uno de los más grandes cantores del ámbito rural. Por esa razón, sus poemas, todos ellos escritos en alejandrinos, suelen dividirse en "poemas de la ciudad" y "poemas del campo" (aunque unos pocos, relacionados con el tema amoroso, no pueden ser incluidos en esta clasificación). 
La poesía de Cesário Verde se caracteriza por su realismo, al que no es ajena la influencia del filósofo francés Hyppolite Taine. Son frecuentes en su obra las escenas de pobreza, enfermedad y vicio. En este sentido, es también determinante en la poesía de Cesário Verde su lectura del poeta francés Charles Baudelaire. Une a ambos autores la temática urbana y el interés por la vida bohemia; les separa, en cambio, el tono, frecuentemente exaltado y casi histriónico en Baudelaire, reposado e irónico en Verde.
En El sentimiento de un occidental Verde refleja la decadencia en que vive la sociedad portuguesa, que compara con la edad dorada de los descubrimientos que cantó Luís de Camões en Os Lusíadas. En general, ve lo urbano como decadente y corrupto, y reserva su entusiasmo para sus descripciones de la Estremadura portuguesa. El campo se presenta siempre en su poesía como un lugar idílico, vital, fértil y lleno de bellezas. En el poema "Nós" aparece una descripción idealizada de su infancia en la granja. 

## Verde en la historia de la literatura
Las influencias de Cesário Verde proceden casi todas del ámbito de la literatura francesa. Además de los citados Taine y Baudelaire, hay en su poesía referencias a Balzac y Herbert Spencer. En su correspondencia citó a Víctor Hugo, Gustave Flaubert y Quinet. En cuanto a la literatura en lengua portuguesa, solo se refirió a Luís de Camões y João de Deus. 
Aunque, como se ha dicho más arriba, la obra de Verde no tuvo una buena acogida en vida del poeta, pudo conocer a las figuras literarias más destacadas de la época, en gran medida gracias a sus simpatías republicanas. Frecuentó, entre otros, a Guerra Junqueiro, Ramalho Ortigão, Gomes Leal, João de Deus, Abel Botelho y al pintor Rafael Bordalo Pinheiro. 
Tras su muerte, la reputación de Cesário Verde creció rápidamente. Fue muy admirado por los modernistas portugueses Mário de Sá-Carneiro y Fernando Pessoa. Dos de los heterónimos de este último, Ricardo Reis y Alberto Caeiro, expresaron su admiración por la obra de Verde. Caeiro le dedicó uno de los poemas de la serie El guardador de rebaños.
Entre sus admiradores más recientes se cuentan Eugénio de Andrade y Adolfo Casais Monteiro. 

## Publicación de su obra

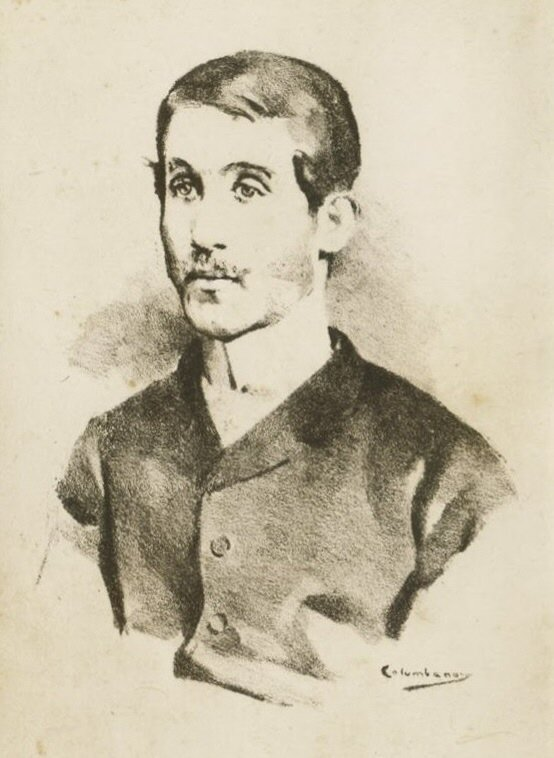
Retrato de Cesário Verde,
por Columbano, reproducido en
El libro de Cesário Verde, 1887.

En vida, Cesário Verde publicó alrededor de cuarenta poemas en diferentes periódicos. Tras su muerte, en 1887, su amigo Silva Pinto publicó El libro de Cesário Verde (O Livro de Cesário Verde), que recopilaba la mayor parte de su obra poética. Según explica Silva Pinto, la estructura del libro (muy similar a la de Las flores del mal, de Charles Baudelaire) respondía a deseos del propio autor. Sin embargo, en la actualidad existe el interrogante de hasta qué punto intervino el propio Silva Pinto en la ordenación de los poemas.
La primera edición del libro, aparecida en abril de 1887, fue una edición no venal que constó solo de doscientos ejemplares. La primera edición comercial de la obra se realizó en 1901. Ediciones más recientes han alterado el número y el orden de los poemas integrantes del libro. La edición de referencia es la de la Obra completa publicada por Joel Serrão en 1992. El libro no incluye toda la obra poética del autor.